# Parc aux cerfs (Tallinn)
Pour les articles homonymes, voir Parc aux cerfs.
Le Parc aux cerfs (estonien : Hirvepark) est un parc sur la colline de Toompea à Tallinn en Estonie. 

## Présentation
Le parc aux cerfs, qui couvre aujourd'hui une superficie de 3,6 ha, a été inauguré en 1865. 
Il est protégé depuis 1959.  
Les attractions du parc aux cerfs comprennent les murs de l'ancien bastion suédois, les sculptures et un escalier en calcaire descendant de Falgi tee.
Avec 102 espèces d'arbres, le parc aux cerfs est l'un des parcs dont la végétation est la plus diversifiée de Tallinn.
Des statues sont érigées dans le parc dont « Vastsündinu » d'Ole Ehelaid (1977), « Akt » d'Ernst Kirs (1966) et « Karu » d'Enn Roos (1939).

## Histoire
Historiquement, le parc est considéré comme l'un des symboles de la restauration de l'indépendance de l'Estonie. 
C'est à cet endroit que le 23 août 1987, les manifestants sont venus protester, pour la première fois, ouvertement contre l'occupation soviétique, présentant cette occupation comme la conséquence du pacte Molotov-Ribbentrop conclu entre la Russie soviétique et l'Allemagne nazie. 
De nombreuses manifestations ont eu lieu dans le parc, appelant à la libération de l'Estonie et elles joueront un rôle important dans l'évolution de l'histoire du pays.

## Galerie

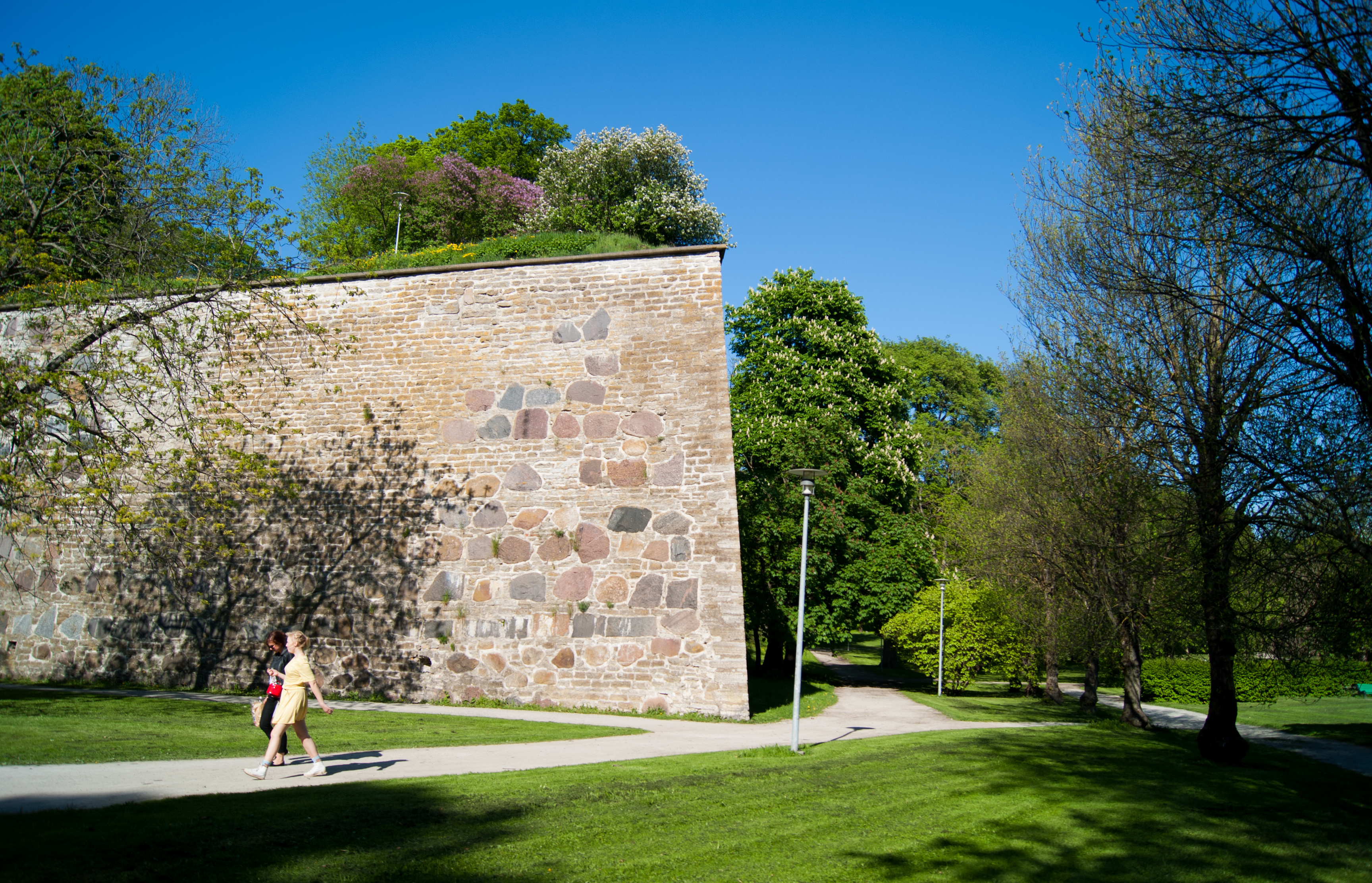
Le bastion suédois.
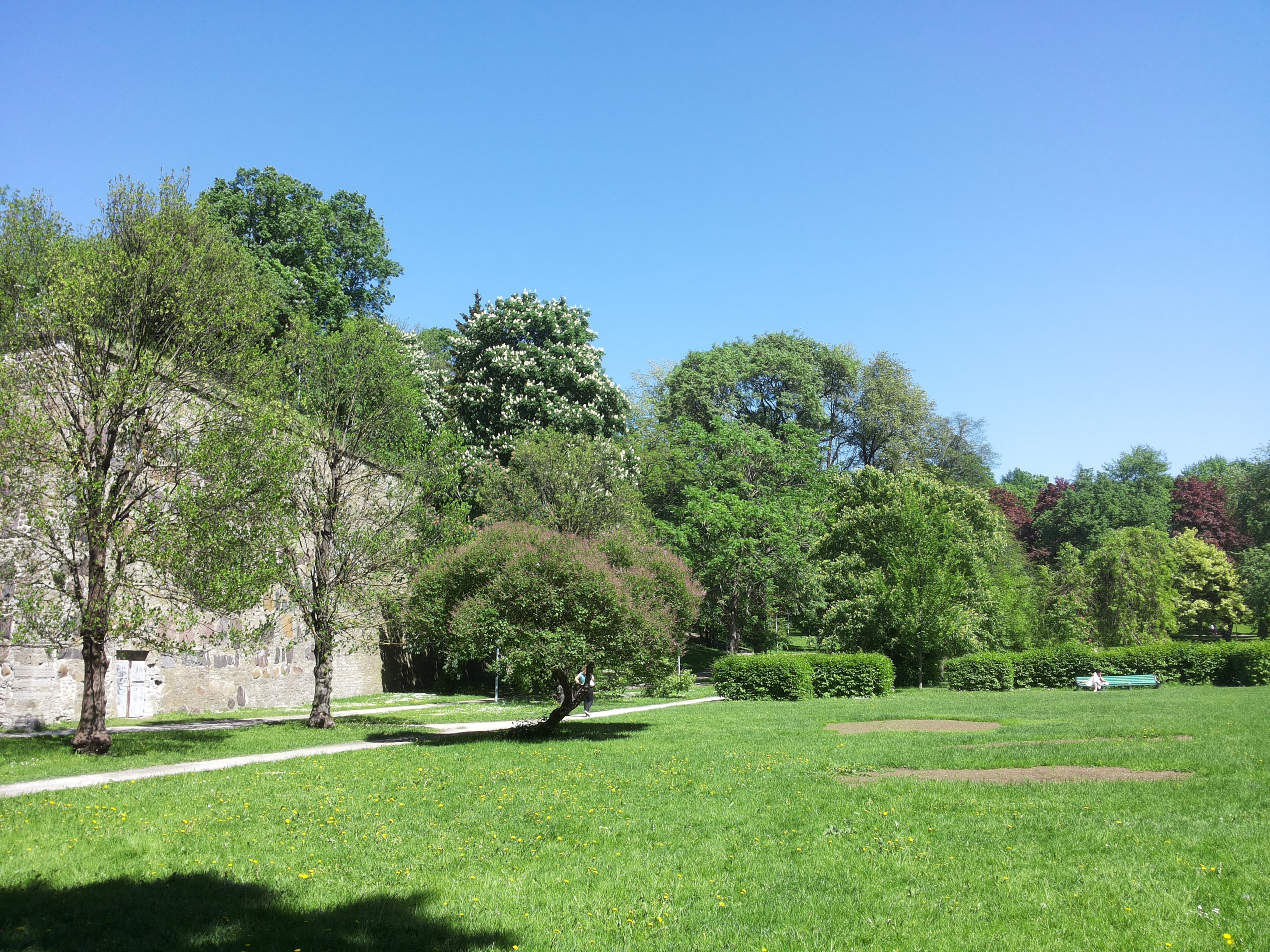
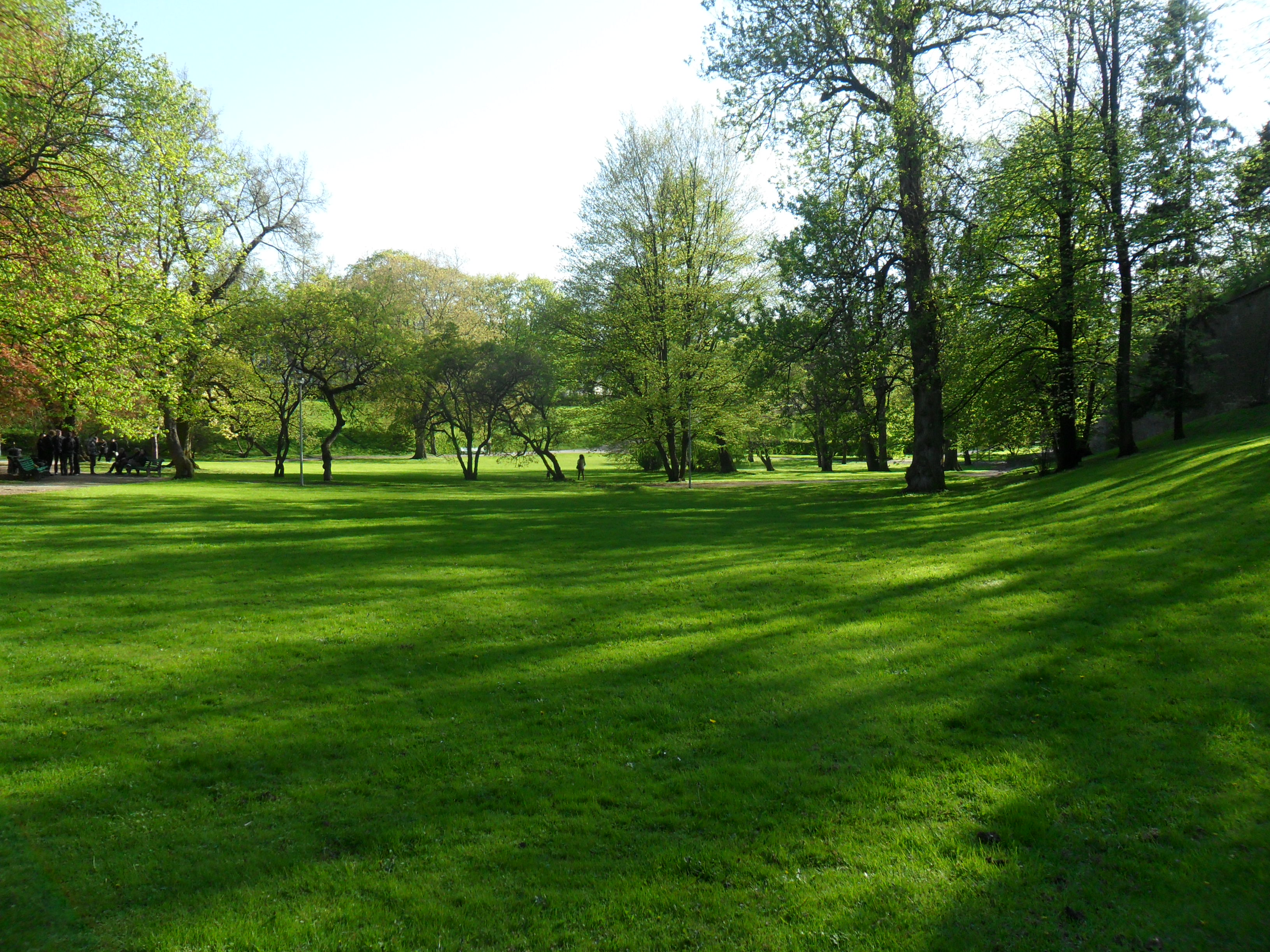
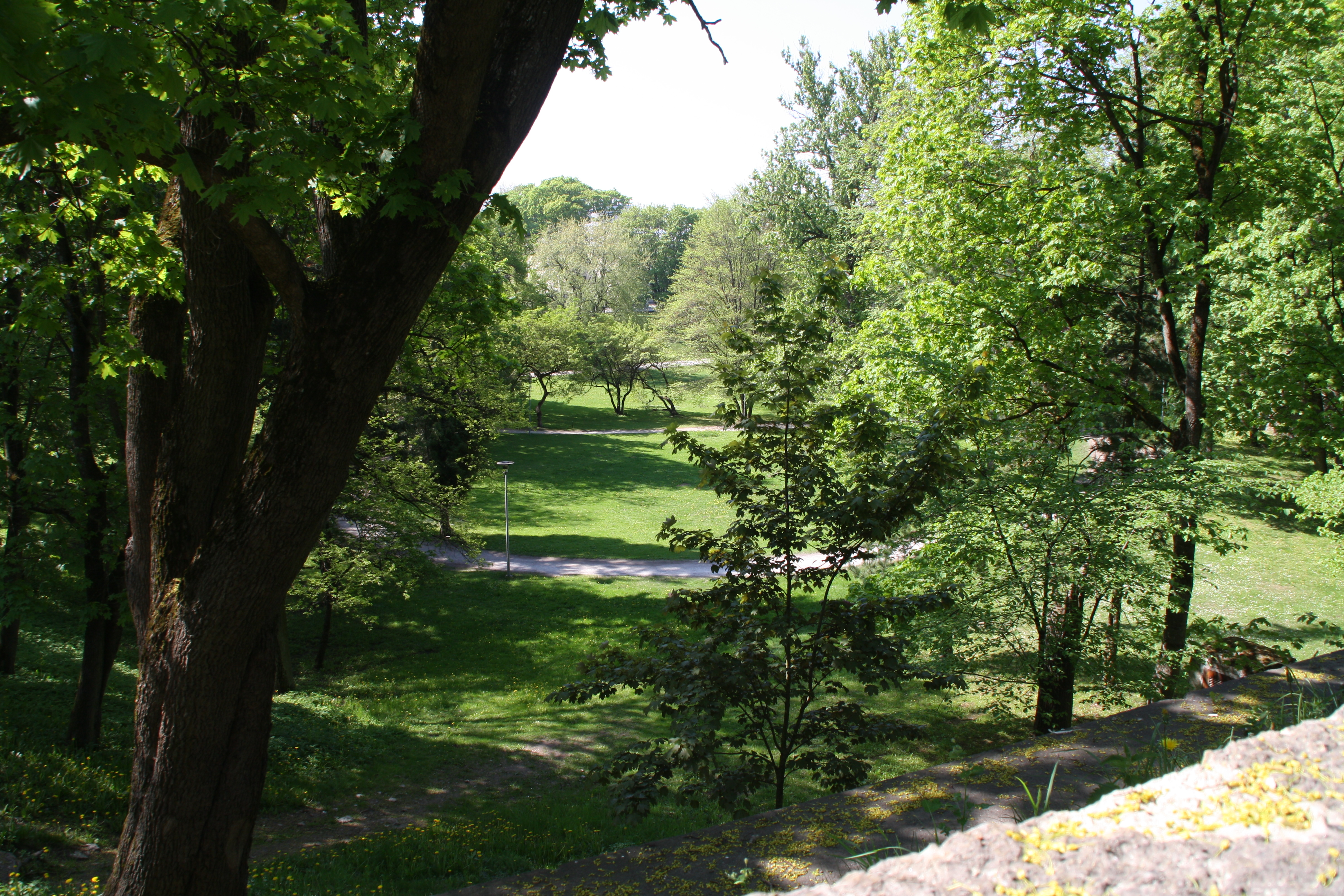
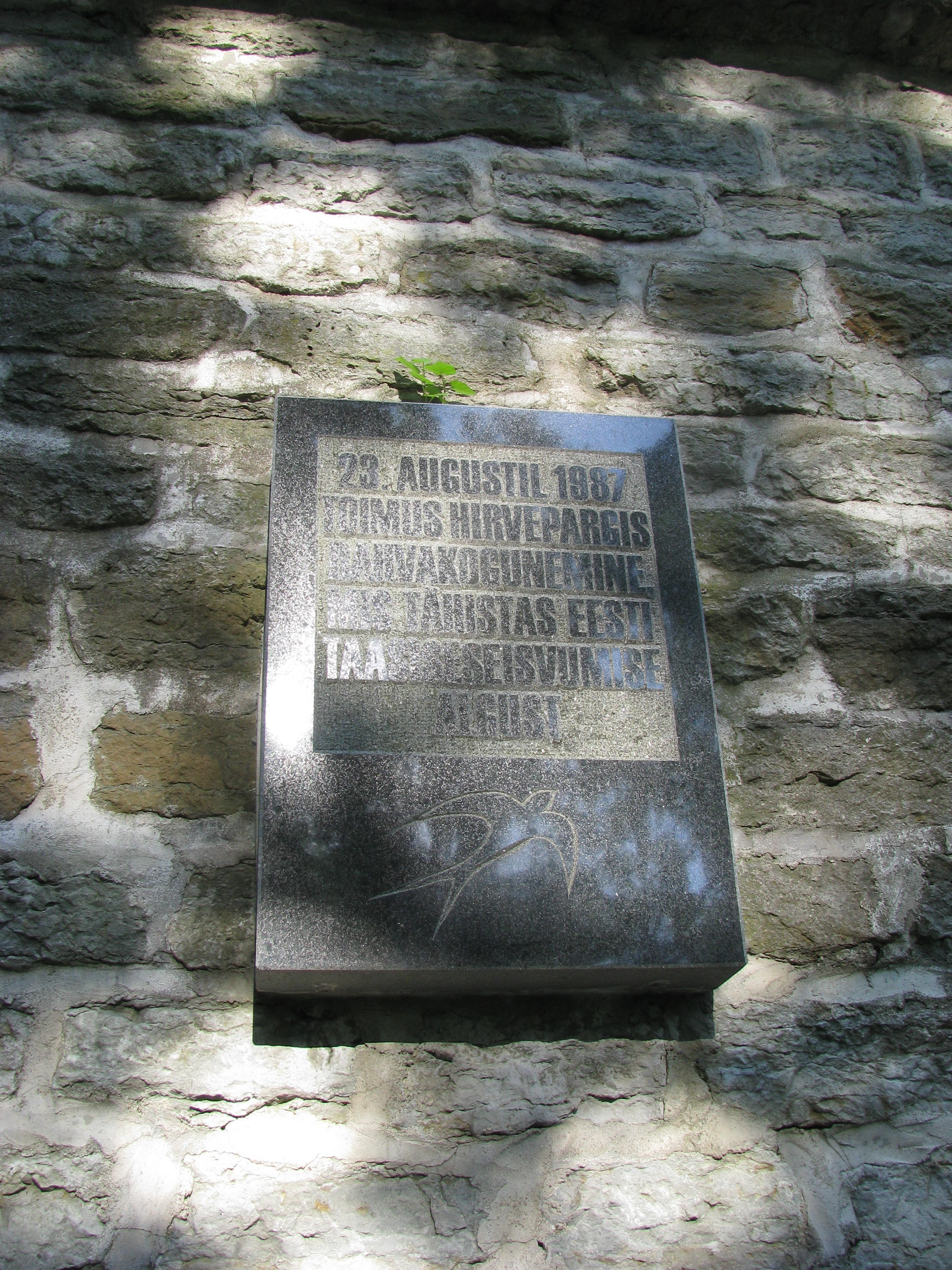
Plaque commémorant la manifestation du 23 août 1987.